# Arisztoxenosz

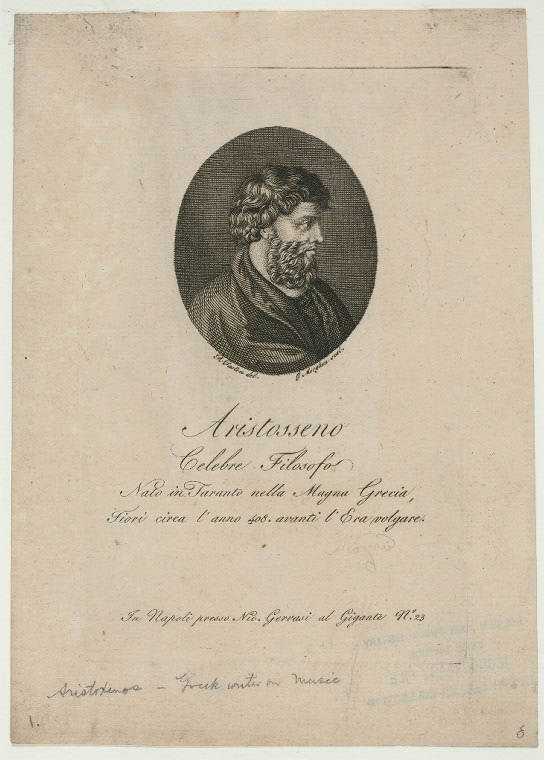
Arisztoxenosz jelenkori ábrázolása

Arisztoxenosz (Tarentum, Kr. előtt 354 körül - Kr. előtt 300 körül) ókori görög zeneteoretikus, Arisztotelész tanítványa.

## Életpályája
Tarentumban, Dél-Itáliában született (ma: Taranto). Mantineiában a Poloponnesoson zenét és Athénban Arisztotelésztől bölcseletet tanult. Másik tanítómestere Xenophilosz püthagoreus filozófus.
Állítólag több mint 450 zenei tárgyú művet írt; ezekből csupán a harmóniai elemeiről írt két könyve, továbbá A ritmika elemei című műve és töredékek maradtak ránk.

## Munkássága
Arisztoxenosz nem volt vonzó egyéniség: zsémbes, irigy és gyűlölködő volt, mint tudományos kutató azonban átfogó munkásságú és mint zenekutató korszakalkotó volt.  Arisztoxenosz volt csúcspontja a zenetudománynak a görög világban, egészen a bizánciakig. Zenei tárgyú művei közül (számuk állítólag több százra ment) csak egy Harmónia (azaz hangköz és skálatan kivonata) és egy ritmikai mű töredékei maradtak fenn. A zenét mint görög bölcselő, ő is politikai és pedagógiai szempontból tekinti s ezért a zene jellemére (ethos) nagy figyelmet fordított. A zene az ő szemében is a nevelés fő eszközeihez tartozik, de hatása miatt a húros hangszert emeli ki a fúvóssal szemben, amellett, mint valóságos zenei romantikus, a régi dallamok magasztalója, az egykorú modern zene ellensége. Ezekben a praktikus vonatkozású nézetekben sok általános görög vonás s az ő jelleméből is valami. Elméletét, a hangok tanát a pithagoreusok számspekulációival szemben tapasztalati és valóságos akusztikai alapokra helyezte. De Arisztoxenosz tekinthető az első hangpszichológusnak és esztétikusnak is, mert a hang keletkezésének kérdésén túl, harmóniatanában sokat foglalkozott a hangnak a hallgató által való felfogása problémáival is. Ritmustanának legnagyobb érdeme az egész antik mozgásművészeti elmélet alapvetése, azáltal, hogy egy rendszerbe foglalta össze a tánc, zene és vers művészetének tanait. Arisztoxenosztól fogva van csak szó taktusról, arzisról, tézisről és a formális rövid és hosszú szótagszámolás helyett első időről, azaz legkisebb ritmikai egységről és un. irracionális szótagokról, amelyek hosszabbak a rövid kétszeresénél. Ezek a fontos újítások elkülönítették a régi formális metrikusokat az új, bölcseleti ritmikusoktól.